# Collingwood (Schiff, 1887)
Die HMS Collingwood war das Typschiff ihrer Klasse von Panzerschiffen, die in den 1880er Jahren für die Royal Navy gebaut wurden. Das grundlegende Design des Schiffes wurde zum Standard für die meisten der folgenden britischen Schlachtschiffe. Nach seiner Fertigstellung im Jahr 1887 verbrachte es die nächsten zwei Jahre in der Reserve, bevor es für die nächsten acht Jahre der Mittelmeerflotte zugeteilt wurde. Nach der Rückkehr in die Heimat im Jahr 1897 diente das Schiff die nächsten sechs Jahre als Wachschiff in Irland. Das Schiff wurde 1909 verkauft und anschließend abgewrackt.

## Dienst

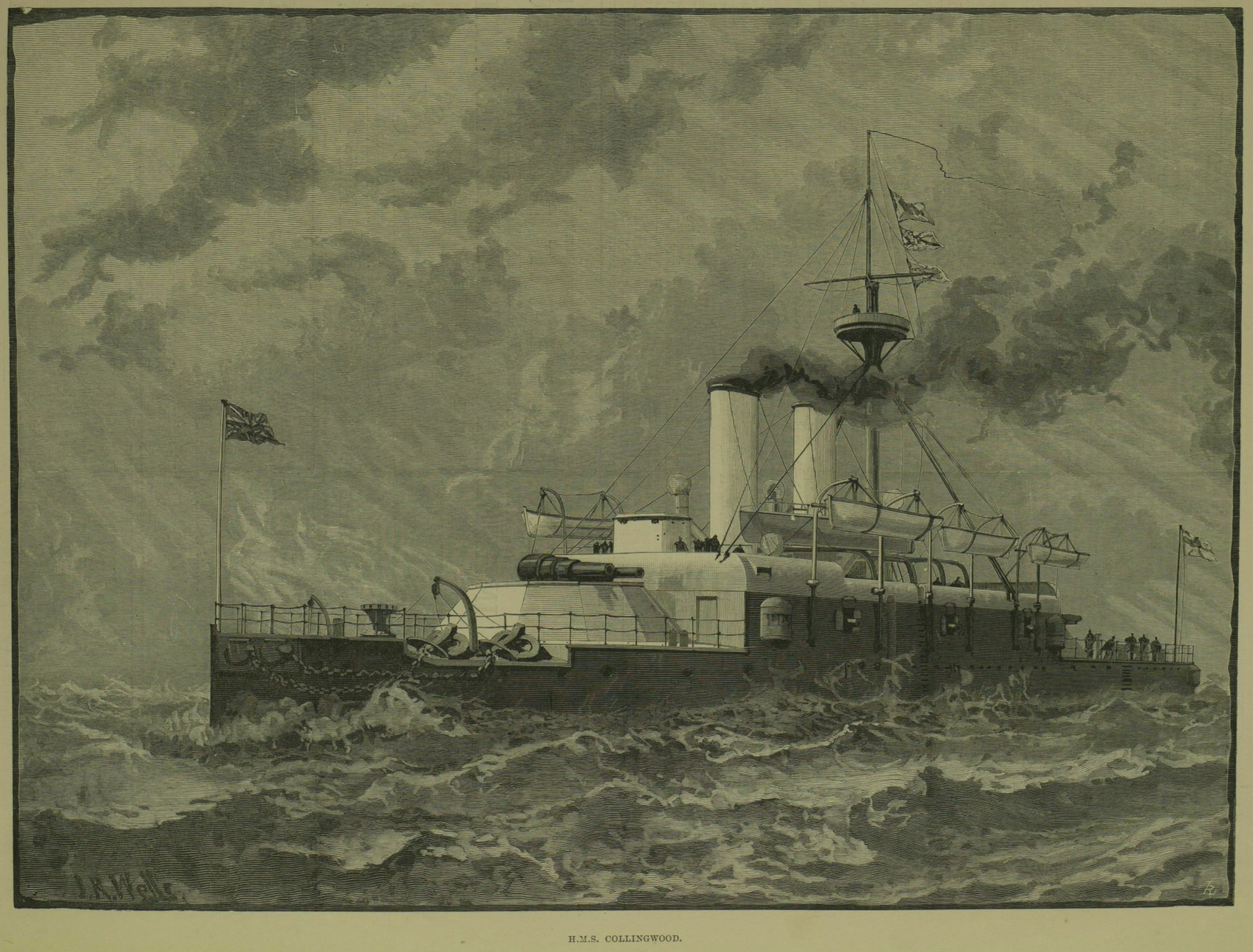
Die Collingwood in Queen’s Jubilee Naval Review 1887

Die Collingwood, benannt nach Admiral Cuthbert Collingwood, Horatio Nelsons Stellvertreter beim britischen Sieg in der Schlacht von Trafalgar, war das zweite Schiff ihres Namens, das in der Royal Navy diente. Das Schiff wurde am 12. Juli 1880 im Pembroke Dockyard auf Kiel gelegt und lief am 22. November 1882 in Anwesenheit von Louise Chatfield, der Ehefrau von Kapitän Alfred Chatfield,
vom Stapel.
Bei Schießversuchen am 4. Mai 1886 zerbrach das hintere linke Geschütz der Collingwood teilweise, und alle Mk-II-Geschütze wurden aus dem Verkehr gezogen. Sie wurden durch schwerere Mk-Vw-Modelle mit annähernd gleicher Leistung ersetzt. Ohne seine Bewaffnung kostete das Schiff 636.996 £. Es wurde am 1. Juli 1887 in Portsmouth anlässlich des goldenen Thronjubiläums von Königin Victoria in Dienst gestellt und im August in die Reserve überführt.
Die Collingwood wurde für die nächsten zwei Jahre für die jährlichen Sommermanöver wieder in Dienst gestellt, bevor sie der Mittelmeerflotte zugeteilt wurde, wo sie von November 1889 mit einer Überholung in Malta im Jahr 1896 bis März 1897 diente. Kapitän Charles Penrose-Fitzgerald kommandierte das Schiff, als es 1889 zur Mittelmeerflotte stieß. Nach ihrer Rückkehr wurde die Collingwood zum Küstenwachschiff in Bantry, Irland. Am 23. Januar 1899 kollidierte sie im Hafen von Plymouth versehentlich mit dem Kreuzer Curacoa, der dabei schwer beschädigt wurde. Sie selbst erlitt keinen größeren Schaden. Sie nahm am 16. August 1902 an der Flottenschau in Spithead anlässlich der Krönung von König Eduard VII. teil und war noch im selben Monat wieder in Irland, als sie die japanischen Kreuzer Asama und Takasago in Cork in Empfang nahm. Das Schiff wurde im Juni 1903 in die Reserve eingezogen und im Januar 1905 nach East Kyle verlegt. Dort blieb die Collingwood, bis sie am 11. Mai 1909 für 19.000 Pfund an Hughes Bolckow in Dunston, Tyne and Wear, verkauft wurde.

## Konstruktion

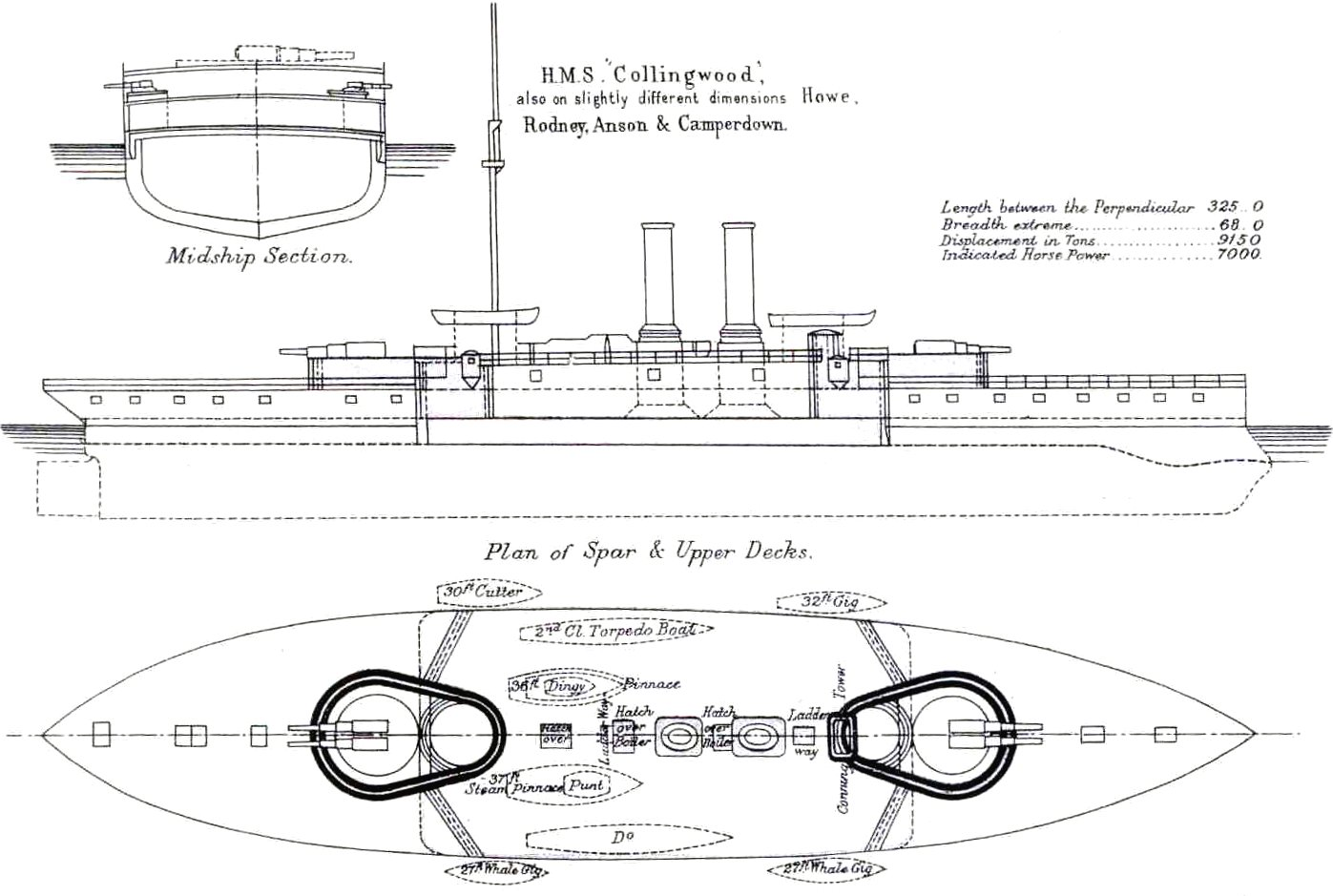
Rechter Aufriss, Deckplan und Querschnitt aus Brassey’s Naval Annual, 1888

Die Admiral-Klasse  wurde vom Direktor für Marineschiffsbau, Sir Nathaniel Barnaby, als Antwort auf die französischen Panzerschiffe der Amiral-Baudin-Klasse entworfen, die drei schwere Geschütze mittschiffs und eine Reihe kleinerer Geschütze auf der Längsseite trugen. Er unterbreitete dem Marineministerium mehrere Vorschläge, die jedoch alle abgelehnt wurden. Barnaby ließ sich bei seinem letzten Vorschlag von den vier französischen Panzerschiffen der Terrible-Klasse inspirieren, die 1877–78 in Dienst gestellt wurden, und kehrte zur Konfiguration der Devastation zurück, bei der die Hauptbewaffnung vorn und achtern an den mittleren Aufbauten positioniert war. Jedoch wurde die Hauptartillerie wie bei französischen Schiffen in Barbetten montiert, wodurch es möglich war, sie 3 m weiter über der Wasserlinie zu befestigen als bei den Geschützen der Devastation. Die Admiralität änderte Barnabys Konstruktion, indem das Schiff um 7,6 m verlängert wurde. Zusätzlich wurde die Maschinenleistung um 1500 kW erhöht, um eine Geschwindigkeit von 15 Knoten (28 km/h) bei voller Auslastung zu gewähren. Außerdem wurden die beiden 81 Tonnen schweren Geschütze durch vier kleinere 43-Tonnen-Geschütze ersetzt. Durch die zusätzlichen Umbauten erhöhte die Verdrängung des Schiffs um 2.500 tn.l. (2.540 t)
Barnaby wurde heftig kritisiert, besonders von Sir Edward Reed, - selbst ehemaliger Chefkonstrukteur der Royal Navy -, da die Gürtelpanzerung der Collingwood mittschiffs konzentriert war und nicht bis zu den Enden des Schiffes reichte. Reed war der Ansicht, dass diese Schwäche zu einer ungehinderten Flutung des Schiffs führen könnte, wenn seine ungepanzerten Enden von Granaten durchbohrt würden und offen zur See stünden. Barnaby wählte bewusst eine Rumpfform mit schmalen, feinen Enden, um das Volumen des Rumpfes, das geflutet werden konnte, zu begrenzen, und platzierte das gepanzerte Deck unterhalb der Wasserlinie, um zu verhindern, dass es von feindlichen Granaten durchschlagen werden konnte und den unteren Teil des Panzerschiffs flutete. Darüber hinaus unterteilte er den Rumpf stark, um die Wassermenge zu begrenzen, die bei einem Treffer eindringen konnte, und platzierte Kohlebunker über dem Panzerdeck, um die Splitter explodierender Granaten aufzufangen. Unbemerkt von seinen Kritikern wurde die Collingwood 1884 getestet, wobei ihre Enden und die großen Laderäume mit Wasser beschwert wurden und sich ihr Tiefgang nur geringfügig erhöhte. Der Preis dafür war, dass es dem Schiff an den Enden an Auftrieb fehlte und es dazu neigte, seinen Bug in entgegenkommenden Wellen einzutauchen, anstatt über diese gehoben zu werden. Bei Gegenwind wurde ihre Geschwindigkeit stark reduziert, und die daraus resultierende Gischt erschwerte die Arbeit an den Kanonen erheblich. Die Collingwood neigte dazu, stark zu rollen und galt nicht als sehr Hochseetauglich. Trotz dieser Probleme wurde die Grundkonfiguration der Collingwood von den meisten nachfolgenden britischen Panzerschiffen und Schlachtschiffen bis 1905 beibehalten.

## Technik
Das Schiff hatte eine Länge zwischen den Loten von 99,10 m, eine Breite von 20,70 m und einen Tiefgang von 8,50 m. Die Verdrängung lag bei 9.700 t. Die Besatzung bestand aus.498 Offizieren plus Mannschaft.

### Antrieb
Die Collingwood war mit zwei 2 Zyl.- Verbunddampfmaschinen ausgestattet, die jeweils eine Welle antrieben und insgesamt 9.600 PS (7.200 kW) entwickelten, mit der sie eine Höchstgeschwindigkeit von 16,8 Knoten (31 km/h) erreichte. Der Dampf wurde von zwölf Heizkesseln geliefert. Das Schiff konnte maximal 1219 t Kohle mitführen, was ihr bei 10 Knoten (19 km/h) eine Reichweite von 8.500 Seemeilen (15.700 km) ermöglichte. Die Besatzung des Schiffes bestand aus 498 Mann plus Offizieren. Das Schiff war für eine Geschwindigkeit von 15,5 Knoten (28,7 km/h) bei natürlichem Zug in den Kesseln ausgelegt. Bei einer Testfahrt erreichte die Collingwood jedoch sogar eine Geschwindigkeit von 16,6 Knoten (30,7 km/h). Sie war der erste britische Panzerschiff, das mit einer Zwangsbelüftung der Kesselfeuer ausgestattet war, erreichte aber bei Testfahrten nur eine Geschwindigkeit von 16,84 Knoten (31,19 km/h), da die Maschinen nicht in der Lage waren, den zusätzlichen Dampf zu bewältigen.

### Bewaffnung
Die Hauptbewaffnung bestand aus vier 305-mm-Geschützen, die in zwei Zwillingsbarbetten montiert waren, eine vor und eine hinter den Aufbauten. Die von diesen Geschützen abgefeuerten 324 kg schweren Granaten konnten 523 mm Schmiedeeisen auf 910 m durchschlagen, wobei eine Ladung von 134 kg prismatischem Schwarzpulver verwendet wurde. Bei maximaler Elevation hatten die Geschütze eine Reichweite von rund 8.600 m. Die Sekundärbewaffnung bestand aus sechs 152-mm-Geschützen auf Einzellafetten, die auf dem Oberdeck mittschiffs montiert waren, drei auf jeder Breitseite. Die Kanone hatte bei einer Elevation von +15° eine Reichweite von 8.830 m. Sie feuerte 45 kg schwere Geschosse ab, die in der Lage waren, 267 mm Schmiedeeisen auf 1000 m zu durchschlagen. Ab etwa 1895 wurden alle diese Geschütze zu Schnellfeuergeschützen umgebaut und durch die Verwendung von Kordit wurde ihre Reichweite auf 8.481 m erhöht. Zur Abwehr von Torpedobooten trug die Collingwood zwölf 57-mm- und acht 47-mm-Hotchkiss-Geschütze. Außerdem waren vier 356-mm-Torpedorohre installiert, zwei auf jeder Breitseite.

### Panzerung
Der Gürtel aus Verbundpanzerung war zwischen 203 und 457 mm dick und erstreckte sich mittschiffs über eine Länge von 42,70 m. Er hatte eine Gesamthöhe von 2,30 m, wovon 5 m unter und 0,8 m über der Wasserlinie lagen. Die 178 bis 406 mm Querschotten an den Enden des Gürtels verbanden ihn mit den Barbetten die über dem Hauptdeck 406 mm und darunter 178 mm dick war. Die birnenförmigen Barbetten waren mit 254 bis 292 mm Panzerplatten geschützt. Die Hauptmunitionsaufzüge waren durch Panzerrohre mit 254–305 mm dicken Wänden geschützt. Der Kommandoturm hatte ebenfalls 305 mm dicke Wände und ein 51 mm dickes Dach. Das Deck der mittleren gepanzerten Zitadelle hatte eine Dicke von 76 mm und das Unterdeck war von den Enden des Gürtels bis zum Bug und Heck 51–64 mm dick.